# Takashi Kuramoto
Takashi Kuramoto (倉本 崇史 Kuramoto Takashi?, nacido el 8 de agosto de 1984 en Oita) es un exfutbolista japonés. Jugaba de defensa y su último club fue el Mito HollyHock de Japón.

## Trayectoria

### Clubes
| Club           | País  | Año         |
| -------------- | ----- | ----------- |
| Oita Trinita   | Japón | 2003 - 2005 |
| Mito HollyHock | Japón | 2006 - 2008 |